# Conwy Valley Line
| Bahnhof Blaenau Ffestiniog |                      |                                                    |                                                    |
| |                      |                                                    |                                                    |
| Streckenlänge: | 49,6 km              |                                                    |                                                    |
| Spurweite: | 1435 mm (Normalspur) |                                                    |                                                    |
| Stromsystem: | 25 kV 50 Hz ~        |                                                    |                                                    |
| Streckengeschwindigkeit: | 200 km/h             |                                                    |                                                    |
| |                      |                                                    |                                                    |
| \| \| \| Llandudno \| \| \| \| \| Deganwy \| \| \| \| \| North Wales Coast Line von Holyhead \| \| \| \| \| Llandudno Junction \| \| \| \| \| North Wales Coast Line nach Crewe \| \| \| \| \| Glan Conwy \| \| \| \| \| Tal-y-Cafn \| \| \| \| \| Dolgarrog \| \| \| \| \| North Llanrwst \| \| \| \| \| Llanrwst \| \| \| \| \| Betws-y-Coed \| \| \| \| \| Pont-y-Pant \| \| \| \| \| Dolwyddelan \| \| \| \| \| Roman Bridge \| \| \| \| \| \| \| \| \| \| Blaenau Ffestiniog (LNWR) \| \| \| \| \| Blaenau Ffestiniog Übergang zur Ffestiniog Railway \| \| \| \| \| Kernkraftwerk Trawsfynydd \| \| \| \| \| Bala and Festiniog Railway nach Bala \| \| |                      |                                                    |                                                    |
| Kopfbahnhof Streckenanfang |                      | Llandudno                                          | Llandudno                                          |
| Haltepunkt / Haltestelle |                      | Deganwy                                            | Deganwy                                            |
| Abzweig geradeaus und von rechts |                      | North Wales Coast Line von Holyhead                | North Wales Coast Line von Holyhead                |
| Bahnhof |                      | Llandudno Junction                                 | Llandudno Junction                                 |
| Abzweig geradeaus und nach links |                      | North Wales Coast Line nach Crewe                  | North Wales Coast Line nach Crewe                  |
| Haltepunkt / Haltestelle |                      | Glan Conwy                                         | Glan Conwy                                         |
| Haltepunkt / Haltestelle |                      | Tal-y-Cafn                                         | Tal-y-Cafn                                         |
| Haltepunkt / Haltestelle |                      | Dolgarrog                                          | Dolgarrog                                          |
| Bahnhof |                      | North Llanrwst                                     | North Llanrwst                                     |
| Haltepunkt / Haltestelle |                      | Llanrwst                                           | Llanrwst                                           |
| Haltepunkt / Haltestelle |                      | Betws-y-Coed                                       | Betws-y-Coed                                       |
| Haltepunkt / Haltestelle |                      | Pont-y-Pant                                        | Pont-y-Pant                                        |
| Haltepunkt / Haltestelle |                      | Dolwyddelan                                        | Dolwyddelan                                        |
| Haltepunkt / Haltestelle |                      | Roman Bridge                                       | Roman Bridge                                       |
| Tunnel |                      |                                                    |                                                    |
| ehemaliger Haltepunkt / Haltestelle |                      | Blaenau Ffestiniog (LNWR)                          | Blaenau Ffestiniog (LNWR)                          |
| Kopfbahnhof Strecke ab hier außer Betrieb |                      | Blaenau Ffestiniog Übergang zur Ffestiniog Railway | Blaenau Ffestiniog Übergang zur Ffestiniog Railway |
| Dienststation / Betriebs- oder Güterbahnhof (Strecke außer Betrieb) |                      | Kernkraftwerk Trawsfynydd                          | Kernkraftwerk Trawsfynydd                          |
| Strecke (außer Betrieb) |                      | Bala and Festiniog Railway nach Bala               | Bala and Festiniog Railway nach Bala               |

Die Conwy Valley Line (auch als Conwy Valley Railway bezeichnet, walisisch: Rheilffordd Dyffryn Conwy) ist eine Eisenbahnstrecke im Norden von Wales. Sie verläuft von Llandudno über Llandudno Junction (walisisch: Cyffordd Llandudno) nach Blaenau Ffestiniog und gehörte ursprünglich zur London and North Western Railway (LNWR). Hauptzweck der von 1863 bis 1881 in Etappen eröffneten Strecke war der Transport von Schiefer aus den Steinbrüchen in Ffestiniog zu einem speziell für den Schieferexport auf dem Seeweg gebauten Kai in Deganwy. Die Strecke diente ebenfalls dem Güterverkehr zur Marktstadt Llanrwst und versorgte über die ausgedehnten Güteranlagen in Betws-y-Coed an der Fernstraße von London nach Holyhead viele abgelegene Orte in Snowdonia. Daneben diente sie dem aufkommenden Tourismus.

## Geschichte
Der erste Abschnitt von Llandudno Junction nach Llanrwst (heute als North Llanrwst bezeichnet) wurde als Conway and Llanrwst Railway erbaut und 1863 eröffnet. Die LNWR übernahm die Strecke im gleichen Jahr und eröffnete 1868 die Verlängerung nach Betws-y-Coed.

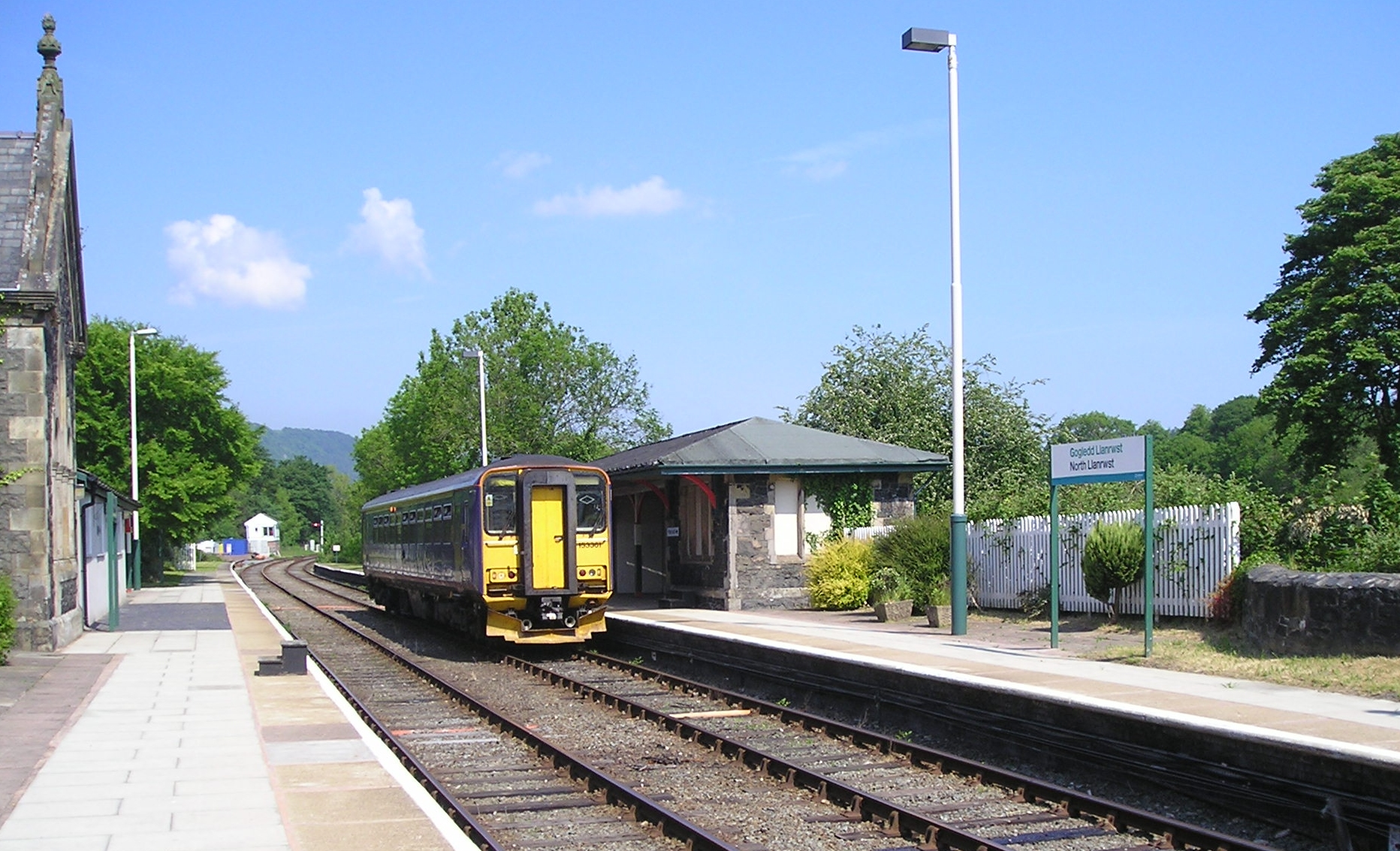
Bahnhof North Llanrwst mit Dieseltriebwagen nach Blaenau Ffestiniog (2006)

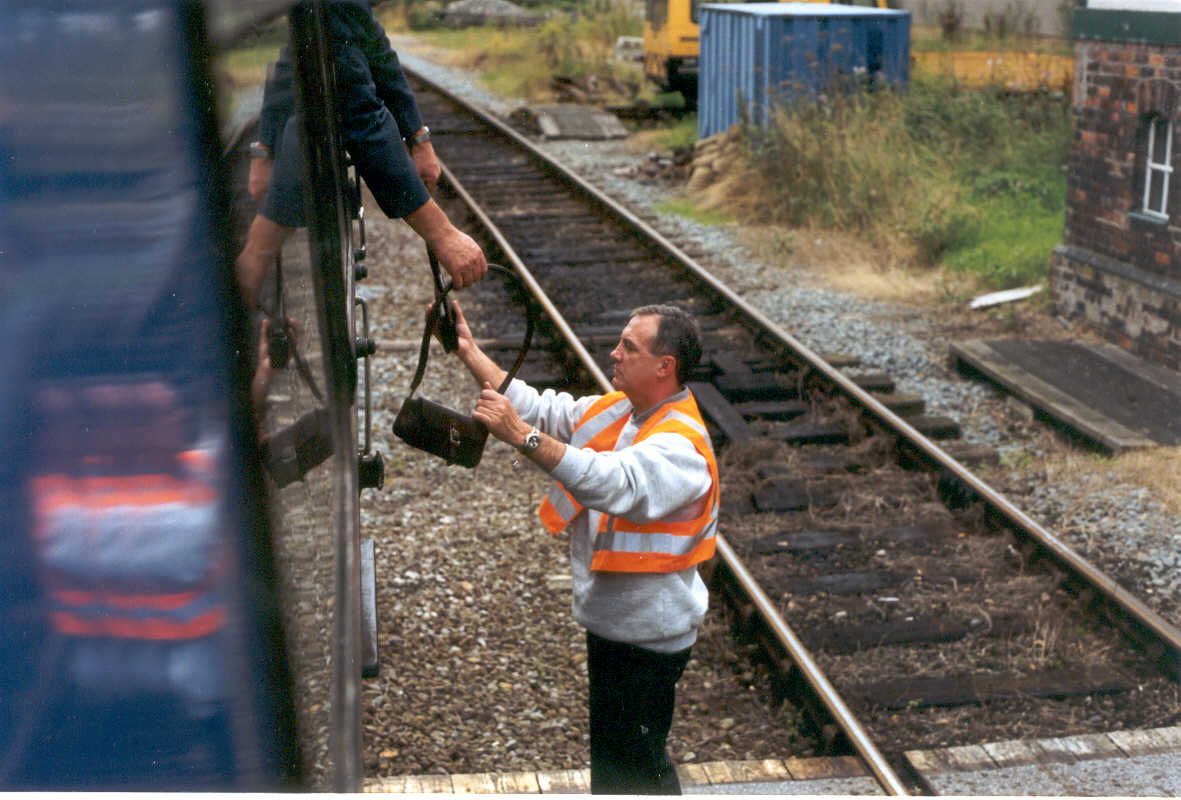
Token-Austausch in North Llanrwst

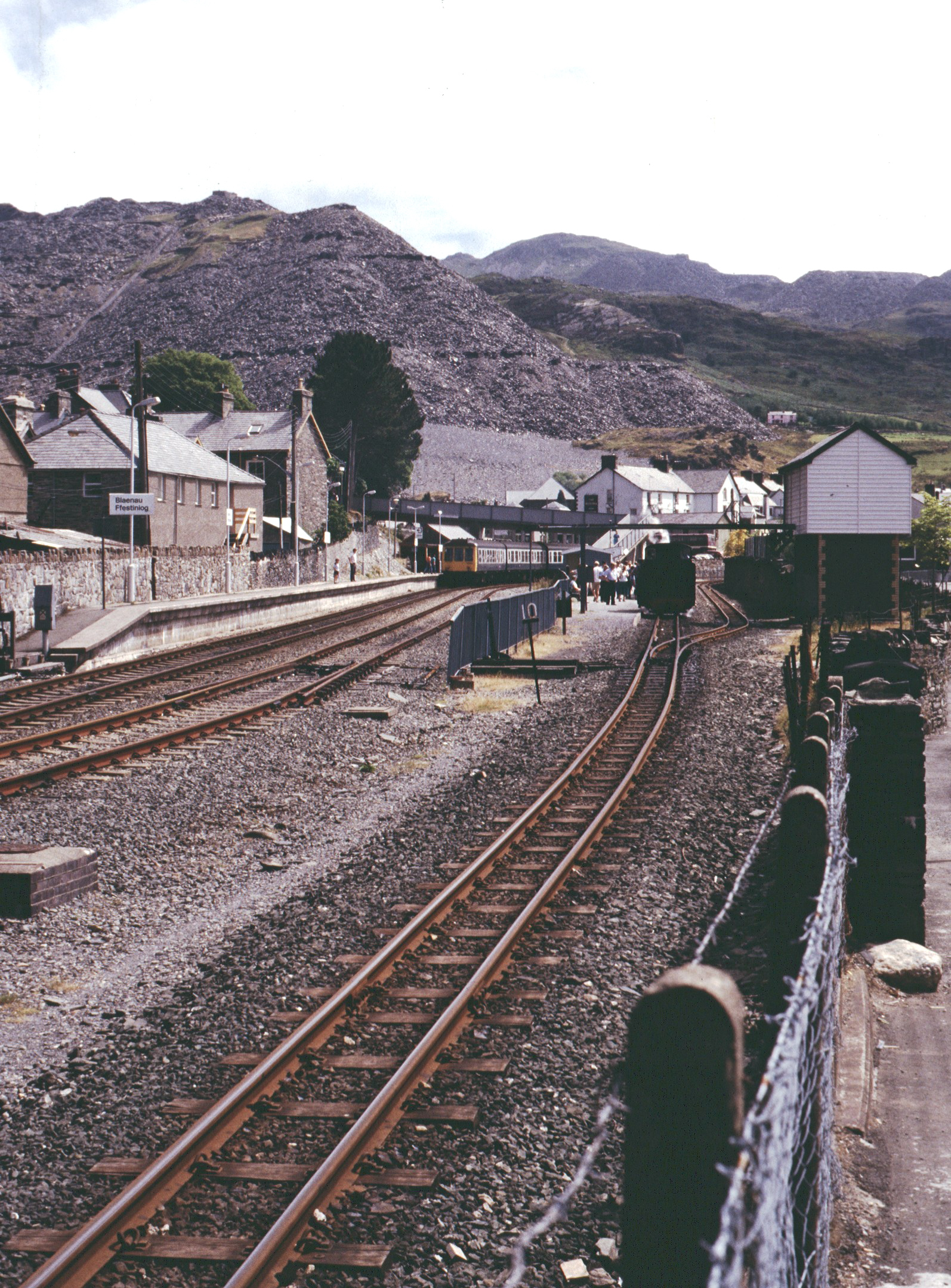
Zwei Spurweiten im Bahnhof Blaenau Ffestiniog (1989)

Für den letzten Streckenteil nach Blaenau Ffestiniog schlug die LNWR zunächst eine Schmalspurbahn durch das steile Lledr Valley vor. Nach Baubeginn entschloss man sich jedoch, die Verlängerung als Normalspurbahn zu bauen, um so einen durchgehenden Zugverkehr zu ermöglichen. Zwischen 1874 und 1879 wurde der Tunnel unter dem Moel Dyrnogydd gebohrt, und 1881 ging die Gesamtstrecke in Betrieb.
Ursprünglich endete die Conwy Valley Line in einem Bahnhof westlich des Stadtzentrums, der ausgedehnte Verladeanlagen für Schiefer besaß. Im Zentrum von Blaenau Ffestiniog gab es einen weiteren Bahnhof, Endpunkt der von der Great Western Railway (GWR) betriebenen Bala and Festiniog Railway. Diese Strecke wurde 1961 stillgelegt und teilweise vom Stausee Llyn Celyn überflutet. Da man einen Gleisanschluss für das im Bau befindliche Kernkraftwerk Trawsfynydd benötigte, wurde neben den Gleisen der schmalspurigen Ffestiniog Railway eine kurze Verbindungsstrecke vom Bahnhof der LNWR zum abgebrochenen Bahnhof der GWR gebaut und so das isolierte Streckenstück der GWR wieder an das Eisenbahnnetz angeschlossen.
Mit dem Wiederaufbau der Ffestiog Railway wurde einige Jahre später im Stadtzentrum am Ort des ehemaligen GWR-Bahnhofs ein neuer Gemeinschaftsbahnhof gebaut, in welchem seit 1982 die Züge der Conwy Valley Line enden. Jenseits dieser Station diente die Strecke nur dem Güterverkehr nach Trawsfynydd, obwohl es gelegentlich auch Sonderzüge für Personen gab. 1991 wurde das Kraftwerk stillgelegt, und heute ist die ehemalige Anschlussstrecke gleich hinter dem Bahnhof Blaenau Ffestiniog unterbrochen.

## Verkehr
Obwohl die Conwy Valley Line nur knapp 50 Kilometer lang ist, dauert die Fahrt von Llandudno nach Blaenau Ffestiniog ungefähr 75 Minuten. Die meisten Stationen entlang der Strecke sind Bedarfshalte.
Von Llandudno nach Llandudno Junction benutzen die Züge die zweigleisige Nebenstrecke der North Wales Coast Line. Von Llandudno Junction nach Blaenau Ffestiniog ist die Strecke eingleisig und enthält den längsten eingleisigen Eisenbahntunnel im Vereinigten Königreich (etwas über vier Kilometer lang). Die einzige Ausweichmöglichkeit gibt es im Bahnhof North Llanrwst. Hier müssen alle Züge am Stellwerk halten, um die Token für die beiden angrenzenden eingleisigen Streckenabschnitte auszutauschen.
Die Züge werden von Transport for Wales/Trafnidiaeth Cymru betrieben. Sie verkehren an Wochentagen (Montag bis Samstag) alle drei Stunden; insgesamt gibt es täglich sechs Züge in jeder Richtung. Im Sommer (von Beginn des Sommerfahrplans im Mai bis Anfang September) gibt es auch einen eingeschränkten Sonntagsverkehr mit drei Zügen in jeder Richtung.